# El columpio (Goya, 1779)
La Balançoire
Pour les articles homonymes, voir La Balançoire.
El columpio (« L'Escarlopette » ou « La Balançoire ») est une peinture réalisée par Francisco de Goya en 1779 et faisant partie de la quatrième série des cartons pour tapisserie destinée à l'antichambre du Prince des Asturies au Palais du Pardo.

## Contexte de l'œuvre
Tous les tableaux de la quatrième série sont destinés à l'antichambre du Prince des Asturies, c'est-à-dire de celui qui allait devenir Charles IV et de son épouse Marie Louise de Parme, au palais du Pardo. Le tableau fut livré à la Fabrique royale de tapisserie le 21 juillet 1779.
Il fut considéré perdu jusqu'en 1869, lorsque la toile fut découverte dans le sous-sol du Palais royal de Madrid par Gregorio Cruzada Villaamil, et fut remise au musée du Prado en 1870 par les ordonnances du 19 janvier et du 9 février 1870, où elle est exposée dans la salle 91. La toile est citée pour la première fois dans le catalogue du musée du Prado en 1876.
La série était composée de El Ciego de la guitarra, El Columpio, Las Lavanderas, La Novillada, El Resguardo de tabacos, El Muchacho del pájaro et El Niño del árbol, Los Leñadores, El Majo de la guitarra, La Cita, El Médico, El Balancín et deux cartons perdus, El Perro et La Fuente.

## Analyse
Le thème de la balançoire est récurrent dans l'art, en particulier dans la peinture française rococo de Boucher et Fragonard. Mais alors que chez ces derniers le thème est traité avec des connotations érotiques évidentes, Goya a écarté cet aspect pour une scène paisible et familiale.
La scène se déroule à la campagne, où trois filles se balancent joyeusement pendant que les enfants qui leur sont confiés s'amusent. À noter la présence de robes luxueuses des mineures, un symbole de l'appartenance à l'aristocratie. Pendant que les enfants s'amusent, l’une des jeunes femmes pousse la domestique et une autre servante retient une petite fille. Au fond, on voit une diligence faite de tâches floues ainsi que trois bergers avec leurs troupeaux complètent la scène.
Les enfants reçoivent la majeure partie de la lumière du crépuscule, en particulier sur leurs robes. Goya amplifie cet effet, semblable à une tache, en appliquant des coups de pinceaux rapides qui seront quelques années plus tard l'origine des Peintures noires. La toile fut essentiellement influencée par Rembrandt et Velázquez que Goya reconnaissait comme « ses maîtres » et qu’il admirait. L'atmosphère est calme et sereine. 
La femme qui empêche l'enfant de marcher n'est pas habillée comme une servante, mais comme une courtisane. Il s’agit peut-être d’une riche aristocrate habillée en maja, selon la mode de l’époque. 
Avec son orthographe particulière, Goya décrivit la peinture ainsi : « une famille q.i est sortie dans champs de dibertir, quatre enfants et trois serviteurs qui se balance sur une corde. »
Certains auteurs ont voulu voir dans La Balançoire une allégorie des trois âges de la vie à travers les enfants (enfants), les femmes (jeunes) et les bergers en fond (la vieillesse). 
Il peut également s’agir également d’un message ambigu représentant un rendez-vous entre les nourrices et les bergers, ce que certains lisent dans les regards entre ces derniers et la femme peinte de dos.
La Balançoire et La Novillada pourraient représenter un passage écrit par Nicolás Fernández de Moratín, père de Leandro, dans le poème clandestin Arte de las putas : 
« Huya el diestro costumbre tan maldita

dé siempre el hurgonazo de pasada

a Cándido incitando, el gran torero

qué, por la pronta, es limpia su estocada »
— Nicolás Fernández de Moratín, Arte de las putas (II, 135-138)
        
« Fuyez de cette bonne habitude si maudite

donnez toujours un coup de râble en passant

en incitant Candide, le grand torero

dont, tout d'un coup, l'estocade est propre »
Cependant, selon Jeannine Baticle, Goya n'aurait commencé à fréquenter les Lumières de la capitale qu'à partir de 1779, et il est probable qu'il n'ait eu accès à ce poème — écrit au début des années 1770 — qu'à travers eux, et donc après la réalisation de ce carton.